# خافيير رودريغيز
خافيير رودريغيز (بالإسبانية: Javi Rodríguez Nebreda)‏ (26 مارس 1974 سانتا كولوما دي جرامانيت إسبانيا - ) هو لاعب كرة قدم إسباني يلعب كلاعب وسط.